# Hulodes restorans
Hulodes restorans är en fjärilsart som beskrevs av Walker 1858. Hulodes restorans ingår i släktet Hulodes och familjen nattflyn. Inga underarter finns listade i Catalogue of Life.